# Musidora
Musidora (Parijs, 23 februari 1889 – aldaar, 11 december 1957), artiestennaam van Jeanne Roques, was een Franse actrice en regisseur. Zij is met name bekend door haar vertolking van Irma Vep in Les Vampires.

## Biografie

### Vroege jaren
De vader van Jeanne Roques was een componist en haar moeder een literatuurcriticus. Ze begon aanvankelijk met optreden in de music-halls en de revues in Parijs. Haar artiestennaam Musidora was afkomstig van de protagonist van het boek Fortunio van Théophile Gautier. In 1913 maakte ze haar filmdebuut in Les Misères de l’aiguille. Het jaar daarop tekende ze een contract bij Gaumont.

### Filmster
Tijdens haar periode bij Gaumont raakte ze bevriend met Louis Feuillade. Deze castte Musidora in 1915 als Irma Vep in zijn filmserie Les Vampires. Door het dragen van een zwarte catsuit in de reeks groeide ze uit tot een femme fatale, ondanks dat ze deze slechts tweemaal in Les Vampires droeg. Haar personage in deze serie inspireerde de jonge surrealistische beweging in Frankrijk, waaronder Louis Aragon.
Toch was de rol van Irma Vep niet haar bekendste rol indertijd. De film Judex was een groter kassucces dan Les Vampires en in deze film vertolkte Musidora het personage Diana Monti. Toen haar contract bij Gaumont afliep in 1917 had ze in meer dan veertig kluchten en drama's gespeeld. Hiermee was ze in een paar jaar tijd uitgegroeid tot een van de vedettes van de stomme film.
Ondertussen had Musidora haar eigen productiemaatschappij opgezet en in 1915 regisseerde ze haar eerste film Minne. In de loop der jaren zouden nog vele films volgen die ze regisseerde. Zo maakte ze samen met haar vriendin Colette de film La Vagabonda (1918). Haar films werden in de pers goed ontvangen, maar toch verloor ze geld met het maken van de films. In 1924 beëindigde ze haar carrière als filmmaker en legde ze zich toe op het toneel en schreef ze twee romans en een dichtbundel. Daarnaast trouwde Musidora in deze periode en kreeg ze een kind.

### Latere jaren
Musidora raakte in de jaren 1940 weer betrokken in filmindustrie en ging ze werken bij het Commission des Recherces Historiques van de Cinémathèque Francaise. Haar werk voor deze commissie inspireerde haar om in 1950 de korte film La Magique Image te maken dat een hommage was aan Louis Feuillade.

## Nalatenschap

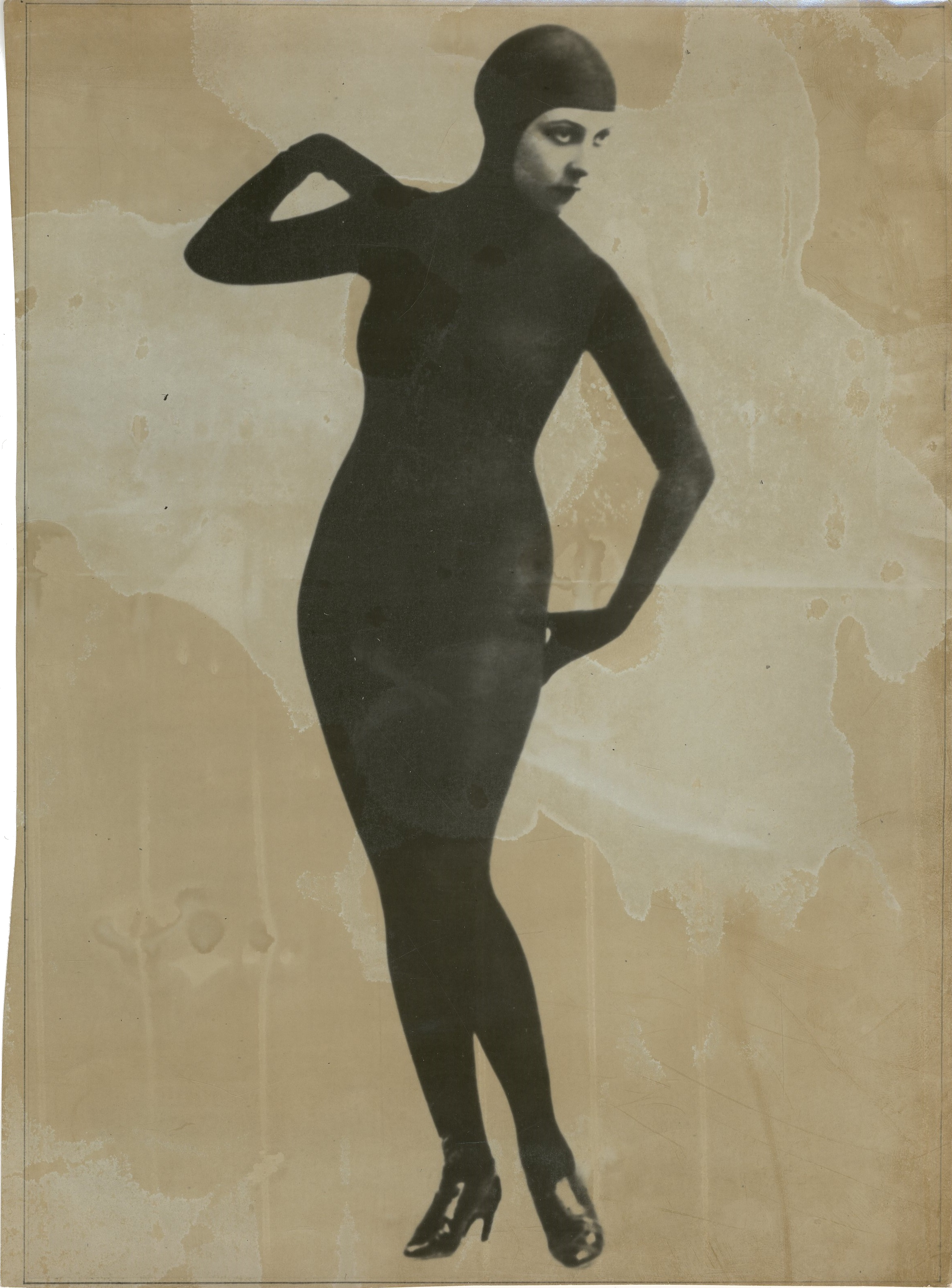
Promotieposter voor Les Vampires met het kenmerkende silhouet van Irma Vep

In 1974 werd het eerste feministische filmfestival in Frankrijk naar Musidora vernoemd. In 1996 bracht de Franse regisseur Olivier Assayas met de film Irma Vep een ode aan Musidora. Assayas maakte in 2022 een miniserie die hij baseerde op zijn eerdere film.

## Geselecteerde filmografie
- Les misères de l'aiguille (1914)
- Severo Torelli (1914)
- Les Vampires (1915)
- Judex (1916)
- Les Chacals (1917)
- La Vagabonda (1918)
- Mademoiselle Chiffon (1919)
- Pour don Carlos (1920), script, regie en een rol
- Vincenta (1920) script, regie en met Musidora in de titelrol
- Sol y sombra (1922) script, regie en een rol voor Musidora
- Le berceau de dieu (1926)
- La Magique Image (1950), regie